# Dějiny Namibie

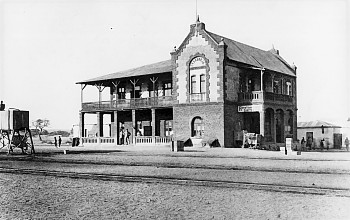
Železniční stanice ve městě Okahandja, 1903

Během historie prošlo území Namibie několika fázemi od kolonizace na konci 19. století po zisk nezávislosti v roce 1990. Od roku 1884 byla Namibie německou kolonií, Německou jihozápadní Afrikou. Po první světové válce pověřila Společnost národů Jihoafrickou republiku správou této oblasti. Po druhé světové válce byla Společnost národů v dubnu 1946 rozpuštěna a její nástupkyně OSN zavedla systém poručenských území. Všechny bývalé německé kolonie v Africe se tak dostaly do správy OSN. Jihoafrická republika však vznesla námitku s tím, že většina obyvatel daného území je spokojena s vládou Jihoafrické republiky. Po dvacet let trvající právní při rozhodlo Valné shromáždění OSN rezolucí 2145 XXI ze dne 27. října 1966 o ukončení mandátu a prohlásilo, že Jihoafrická republika nemá žádné další právo spravovat toto území a že území Jihozápadní Afriky bude nadále spadat pod přímou správu OSN.

## Předkoloniální období
Z Otavijského pohoří pochází nález hominoidní čelisti, jejíž stáří je odhadováno na třináct milionů let. První lidé na území jižní Namibie žili již v roce 25 000 př. n. l. Toto osídlení dokaládají malované kamenné desky. Patří tak k nejstarším uměleckým dílům na světě. Dalšími doklady osídlení z doby kamenné jsou nálezy zbraní a nástrojů. Ty jsou svědectvím, že místní lidé lovili divoká zvířata.
V pohoří Brandberg se nachází mnoho skalních maleb, z nichž většina pocházející z období 2000 př. n. l. Nejsou zde však spolehlivé indicie, které etnické skupiny tyto malby vytvořily. Bylo zpochybněno, že by autory těchto maleb měli být Křováci, kteří jsou spolu s lidem Damara nejstarší etnickou skupinou žijící v Namibii. V 1. století př. n. l. do namibijské oblasti přišli Namové, kteří se na rozdíl od starších etnik živili chovem dobytka.

### Ovambové a Kavangové
Ovambové a jejich úzce příbuzná etnická skupina Kavangů žili v severní Namibii, jižní Angole a v případě Kavangů také v západní Zambii. Jejich hospodářství bylo založeno na zemědělství, a to především na rybolovu a chovu dobytka, ale také vyráběli kovové nástroje. Obě skupiny patřily k etnické skupině Bantuů. Pouze výjimečně podnikali cesty na jih do centrální oblasti země, protože tamní podmínky nevyhovovaly jejich zemědělskému způsobu života. Často však obchodovali s noži a zemědělskými nástroji, které vyráběli.

### Hererové

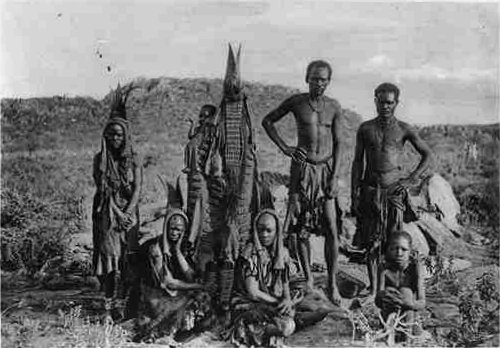
Hererové, asi 1910

Během 17. století se do Namibie dostali příslušníci nomádského etnika chovajícího dobytek, Hererů. Přišli z oblasti východoafrických jezer a na území Namibie pronikali ze severozápadu. Nejprve osídlili Kaokoland, ale v polovině 19. století se část přesunula jižněji do Damaralandu. V Kaokolandu zůstali Himbové, kteří zde žijí dodnes. Během německé okupace jihozápadní Afriky byla přibližně třetina populace vyhlazena během genocidy.

### Oorlamové
V 19. století bílí farmáři, většinou Búrové, postupně obsazovali území ležící více na severu a tlačili tak domorodé národy Khoisanů přes řeku Orange. Tito Khoisanové, známí jako Oorlamové, převzali búrské zvyky a mluvili jazykem podobným afrikánštině. Čím dál více Oorlamů se usazovalo v Namaqualandu a toto území obsazovali i násilně. To zvyšovalo napětí s místními Namy a došlo mezi nimi ke konfliktu. Pod vedením Jonkera Afrikanera Oorlamové použili zbraně k převzetí kontroly nad nejlepšími pastvinami. Ve 30. letech 19. století Afrikaner uzavřel dohodu s náčelníkem Namů Oasebem, podle níž Oorlamové měli chránit centrální namibijské pastviny před Herery, kteří se tlačili na jih. Na oplátku byl Afrikaner uznán za vládce, usadil se v oblasti dnešního Windhoeku, na hranicích s územím Hererů. Afrikanerovy lidé se brzy dostali do konfliktu s Herey, kteří z jihu vstoupili do oblasti Damaralandu přibližně ve stejnou dobu, kdy se Afrikanerův lid začal rozšiřovat dále na sever od Namaqualandu. Jak Oorlamové, tak Hererové chtěli využívat pastviny Damaralandu pro svá stáda. To vyústilo ve válečný konflikt mezi Herery a Oorlamy a také Damary, kteří byli původními obyvateli této oblasti. Damarové byli vysídleni a mnoho z nich bylo zabito. Oorlamové díky svým koním a zbraním dokázali Herery vojensky převýšit a přinutili je, aby jim přenechali svůj dobytek jako tribut.

### Basteři

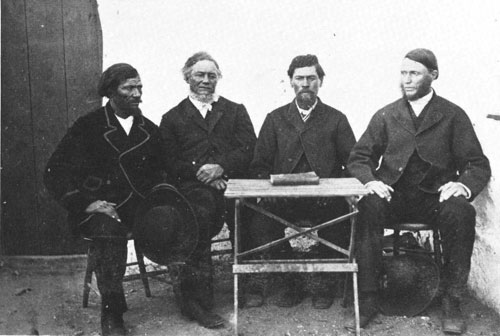
První rada basterů z roku 1872 před ústavou ležící na stole

Basteři, potomci převážně Namů a holandských osadníků, se usadili ve střední Nambii, kde založili město Rehoboth. Jsou poslední skupinou považovanou za domorodé obyvatele Namibie. Byli kalvinisty a hovořili afrikánsky. Podobně jako Oorlamové byli i basteři tlačeni bílými osadníky na sever. V roce 1868 skupina asi 90 rodin překročila řeku Orange a vstoupila do Namibie. V roce 1872 založili Svobodou republiku Rehoboth a přijali ústavu. Ta zajišťovala, že národ měl být veden Kapteinem, jež byl přímo voleným lidem. Měl také existovat malý parlament zvaný Volkraad, který se měl skládat ze tří přímo volených občanů.

### Evropský vliv a kolonizace
Prvním Evropanem, který vstoupil na namibijskou půdu, byl v roce 1485 portugalský mořeplavec Diogo Cão, jež se na krátko zastavil na Pobřeží Koster během své průzkumné mise podél západního pobřeží Afriky. Na místě svého přistání vztyčil vápencový kříž. Dalším Evropanem, který navštívil Namibii, byl Bartolomeu Dias. Ten se na své cestě k Mysu Dobré naděje zastavil v oblasti dnešních měst Walvis Bay a Lüderitz. Nehostinná Namibská poušť představovala bariéru, a tak ani jeden z těchto portugalských objevitelů nepodnikl cestu hlouběji do vnitrozemí.
V roce 1793 nizozemský úřad v Kapsku rozhodl o převzetí kontroly nad Walvis Bay, neboť se jednalo o jediný dostatečně hluboký přístav na Pobřeží Koster. Poté, co kontrolu nad Kapskou kolonií převzalo roku 1805 Spojené království, převzali Britové kontrolu i nad Walvis Bay. Ovšem koloniální osídlení tamní oblasti bylo omezené a Holanďané ani Britové nepronikli daleko do vnitrozemí.

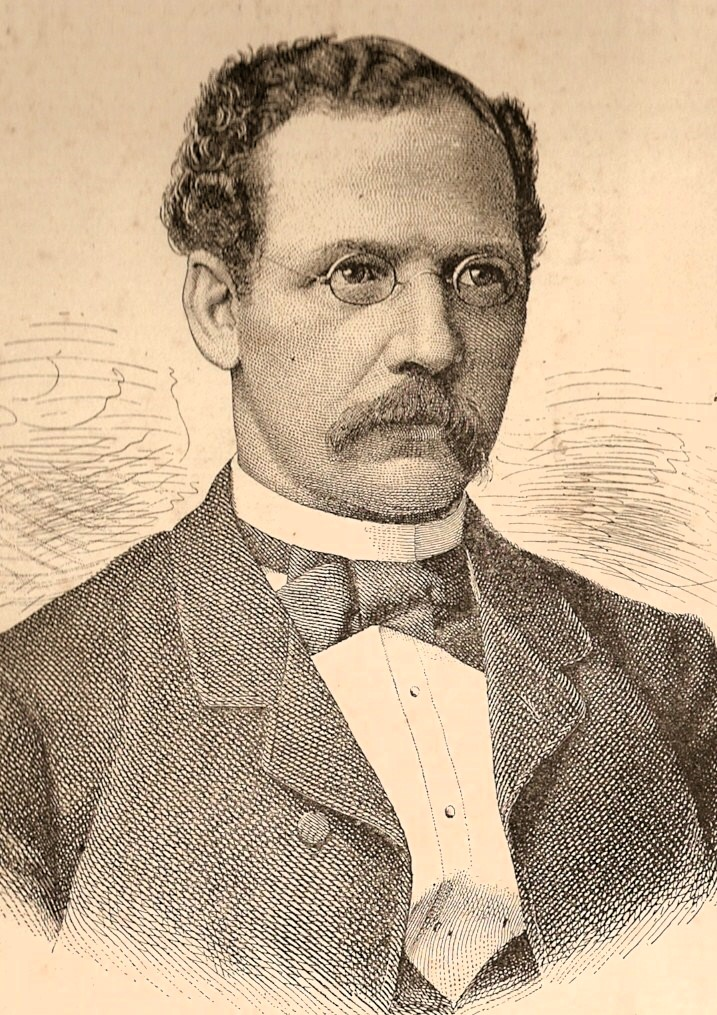
Adolf Lüderitz, okolo 1885

Jednou z prvních evropských skupin, které projevily zájem o namibijské vnitrozemí byli misionáři. V roce 1805 Londýnská misijní společnost začala z prací v Namibii a svou činnosti rozšiřovala severně od Kapské kolonie. V roce 1811 založili tito misionáři v jižní Namibii město Bethanie, kde vybudovali kostel, který byl pod dobu před objevem ǁKhauxaǃnasu, který pochází z dob před evropským osídlením, považován za nejstarší namibijskou budovu.
Ve 40. letech 19. století začala německá Rýnská misijní společnost se svým působením v Namibii a spolupracovala i s Londýnskou misijní společností. Až v 19. století, kdy se evropské mocnosti snažily africký kontinent rozdělit při tzv. závodu o Afriku, se Evropané v popředí s Němci začali zajímat o namibijské území. První územní nárok na Namibii vznesla Británie svou okupací Walvis Bay, dokládajíc své osídlení od roku 1797 a dovolila Kapské kolonii v anexi namibijské oblasti již v roce 1878. Anexe byla pokusem předejít německé ambici týkající se tohoto území a také zaručovala kontrolu důležitého přístavu na cestě do Kapské kolonie a dalších britských kolonií v Africe.
V roce 1883 odkoupil německý obchodník Adolf Lüderitz od náčelníka Namů Josefa Frederikse II. půdu u Lüderitzova zálivu. Brzy po koupi tuto pobřežní oblast pojmenoval po sobě. V přesvědčení, že Británie celou oblast vyhlásí svým protektorátem, doporučil Lüderitz německému kancléři Otto von Bismarckovi, aby vznesl na oblast nárok. V roce 1884 tak kancléř učinil, čímž byla založena Německá jihozápadní Afrika.
Území Capriviho výběžku se stalo součástí nově založené německé kolonie dne 1. července 1890 na základě Helgolandsko-zanzibarské smlouvy uzavřené mezi Velkou Británií a Německým císařstvím. Capriviho výběžek poskytl Němcům přístup k řece Zambezi a tím otevřel možnosti k německé kolonizaci východní Afriky. Výměnou za ostrov Helgoland ležící v Severním moři, získala Velká Británie kontrolu nad ostrovem Zanzibar ležícím na východě Afriky.

## Německá jihozápadní Afrika

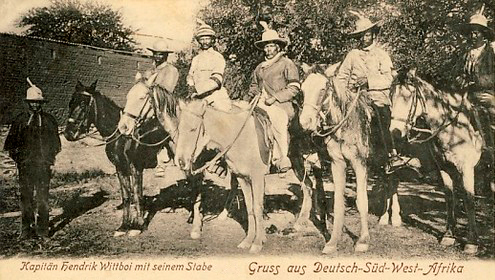
Náčelník Hendrik Witbooi (uprostřed) se svými společníky

Brzy poté, co byl Lüderitz a rozsáhlá oblast na atlantském pobřeží prohlášena německým protektorátem, zde bylo nasazeno německé vojsko, protože v oblasti vzplanuly boje s domorodými kmeny, především Namy. Pod vedením kmenového náčelníka Hendrika Witbooi se Namové zuřivě postavili na odpor proti německé okupaci. Média celou událost označovala za povstání Hotentotů.
Odpor Namů však nedosáhl úspěchu a Witbooi byl v roce 1894 donucen podepsat s Němci smlouvu o ochraně. Tato dohoda umožnila Namům ponechat si zbraně a Wtibooi byl propuštěn na základě čestného prohlášení, že nebude pokračovat v povstání. V roce 1894 byl major Theodor Leutwein jmenován guvernérem Německé jihozápadní Afriky. Bez velkého úspěchu se pokusil uplatnit v Namibii princip kolonialismu bez krveprolití. Smlouva o ochraně sice celkově stabilizovala situaci, ale lokální vzpoury dál přetrvávaly a byly potlačeny elitním německým plukem Schutztruppe. Mezi kolonialisty a domorodým obyvatelstvem nebylo za trvání kolonie nikdy dosaženo skutečného míru.
Vzhledem k tomu, že v té době šlo o jedinou německou kolonii v Africe, byla považována za vhodné místo pro osídlení bílými osadníky. V roce 1903 zde žilo 3700 Němců. Do roku 1910 jejich počet vzrostl na 13000. Dalším důvodem příchodu německých osadníků bylo v roce 1908 objevení naleziště diamantů. Těžba diamantů se od té doby stala důležitým zdrojem namibijské ekonomiky. Osadníci byli vládou povzbuzování ve vyvlastňování domorodé půdy a byla zde zavedena i nucená práce, která se podobala otroctví. I to vedlo ke zhoršení vztahů mezi domorodci a německými osadníky.

### Války s Herery a Namy

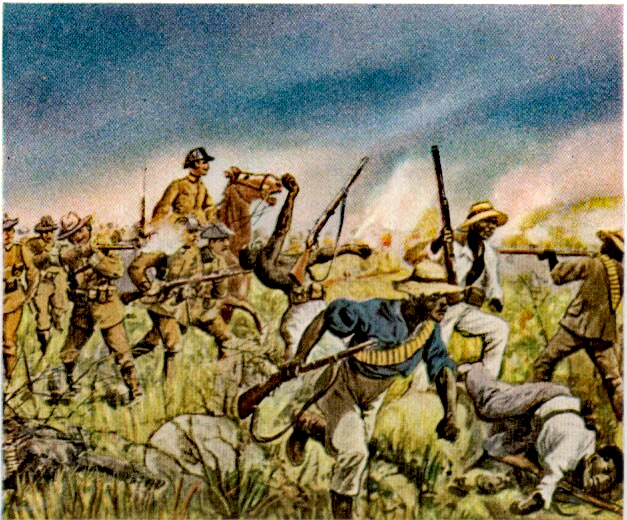
Obraz Richarda Knötela s výjevem boje německých jednotek z Herery

Neutuchající místní povstání přerostla v roce 1904 do války s Herery a Namy. Stalo se tak v okamžiku, kdy Hererové zaútočili na vzdálené venkovské farmy německých osadníků a přibližně 150 z nich zabili. Vzplanutí vzpoury bylo považováno za výsledek měkčího přístupu guvernéra Leutweina a na jeho místo byl dosazen generál Lothar von Trotha.

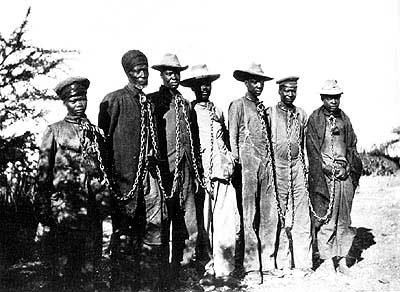
Zajatí Hererové během povstání v roce 1904

Na začátku války měli Hererové pod velením náčelníka Samuela Maharera převahu. S dobrou znalostí terénu se dokázali dobře bránit proti jednotkám Schutztruppe. Brzy se do války připojili i Namové pod velením Hendrika Witbooie. Aby se situace obrátila, vyslalo Německo do kolonie dalších 14000 vojáků, kteří brzy povstání porazili v bitvě u Waterbergu v roce 1904. Před touto bitvou vyhlásil von Trotha ultimátum, které Hererům odpíralo občanská práva a nařizovalo jim opustit zemi pod hrozbou smrti. Při útěku se Hererové stáhli do bezvodné oblasti v regionu Omaheke v západním výběžku Kalahari, kde mnoho z nich zemřelo žízní. Německé síly střežily každý zdroj vody a dostaly rozkaz zastřelit každého dospělého muže Hererů, kterého by zahlédly. Jen několika z nich se podařilo uprchnout do sousedních britských oblastí. Tyto události vešli do historie jako genocida Hererů a Namů a zemřelo během nich 24 až 65 tisíc Hererů (odhadem 50 % až 70 % celkové populace Hererů) a 10000 Namů (50 % z jejich celkové populace). Genocidy bylo dosaženo především smrtí hladem a používáním studniční vody v Namibské poušti, která předtím byla Němci otrávena. Dne 7. října 2007 se potomci Lothara von Trotha omluvili šest náčelníkům Hererů za činy svého předka.

## Jihoafrická správa
V roce 1915 během první světové války zahájila Jihoafrická republika vojenské tažení během něhož obsadila Německou jihozápadní Afriku. V únoru 1917 byl zabit poslední král Kwanyamů Mandume yaNdemufayo. Dne 17. prosince 1920 se Jihoafrická republika ujala správy jihozápadní Afrik podle článku 22 paktu Společnosti národů a vytvořila mandátní území typu C. Jihoafrická republika získala plnou moc ke správnímu a legislativnímu řízení tohoto území, ale zároveň bylo vyžadováno, aby Jihoafrická republika podporovala materiální i morální blahobyt a sociální rozvoj místního obyvatelstva.
Po nahrazení Společností národů Organizací spojených národů v roce 1946 se Jihoafrická republika odmítla vzdát svého mandátu, který měl být nahrazen dohodou o poručenském území, která vyžadovala přísnější mezinárodní dohled nad správou území. Přestože jihoafrická vláda chtěla začlenit jihozápadní Afriku do svého území, nikdy tak oficiálně neučinila, i když bylo toto území spravováno jako de facto pátá jihoafrická provincie, přičemž místní bílá menšina měla zastoupení v parlamentu Jihoafrické republiky. V roce 1959 se koloniální síly ve Windhoeku snažily odsunout místní černošské obyvatelstvo do oblastí ležících ve větší vzdálenosti od bělošské části města. Obyvatelé proti tomuto kroku protestovali a následně došlo k zabití jedenácti demonstrantů. To vedlo k velkým namibijským nacionalistickým krokům a vytvoření jednotné černošské opozice vůči jihoafrické vládě.
Během 60. let 20. století evropské mocnosti poskytly svým africkým koloniím nezávislost a vzrostl tak i tlak na Jihoafrickou republiku, aby tak učinila i v případě Namibie. V roce 1966 Mezinárodní soudní dvůr zamítl stížnost Etiopie a Libérie proti pokračující přítomnosti vlivu jihoafrické republiky na tomto území. Valné shromáždění OSN následně Jihoafrické republice odejmulo její mandát. Pod rostoucím mezinárodním tlakem na legitimizaci anexe Namibie zřídila Jihoafrická republika v roce 1962 vyšetřovací komisi pro záležitosti jihozápadní Afriky, která je více známa pod názvem Odendaalova komise. Tento název je odvozen od jména jejího předsedy Franse Hendrika Odendaala. Cílem této komise byla implementace jihoafrické rasistické vnitřní politiky v Namibii a současně představit její okupaci jako progresivní a vědecký způsob rozvoje a podpory obyvatel tohoto území.

### Boj o nezávislost
V roce 1966 vojenské křídlo SWAPO, Namibijská lidová osvobozenecká armáda, zahájila partyzánské útoky na jihoafrické síly a pronikala na namibijské území ze základen v Zambii. První z těchto útoků byl 26. srpna 1966 vedený na osadu Omugulugwombashe. Po osamostatnění Angoly, zakládala SWAPO své základny i v jižní části této země. Nepřátelství se v průběhu let zhoršovalo, především v oblasti Ovambolandu. V roce 1971 Mezinárodní soudní dvůr potvrdil autoritu OSN nad územím Namibie a rozhodl, že přítomnost Jihoafrické republiky v Namibii je nezákonná, a že je proto okamžitě povinna se vzdát své správy této země. Soudní dvůr rovněž doporučil členským státům OSN, aby upustily od právního uznání či pomoci jihoafrické přítomnosti v zemi.
Zatímco byla dříve pracovní síla v Namibii vnímána jako primitivní a bez politického vědomí, došlo na začátku 70. let 20. století ke generální stávce, do které se zapojilo 25 % pracující populace (přibližně 13000). Stávka započala ve Windhoeku a Walvis Bay a rozšířila se do Tsumebu a dalších dolů.

### Mezinárodní tlak
V roce 1977 byla vytvořena Západní kontaktní skupina, jejímiž členy byly Kanada, Francie, Západní Německo, Spojené království a USA. Společně zahájily diplomatické úsilí o dosažení mezinárodně přijatelného přechodu k nezávislosti Namibie. Jejich úsilí vedlo v roce 1978 k předložení rezoluce Rady bezpečnosti 435 o řešení namibijského problému. Návrh na vypořádání byl vypracován po zdlouhavých jednáních s Jihoafrickou republikou, frontovými státy (Angolou, Botswanou, Mosambikem, Tanzanií, Zambií a Zimbabwe), SWAPO, úředníky OSN a Západní kontaktní skupinou. Výsledkem byla výzva k uspořádání voleb v Namibii pod dohledem a kontrolou OSN, k zastavení všech nepřátelských činů všech stran a omezení činnosti jihoafrických i namibijských vojenských, polovojenských a policejních sil.
Jihoafrická republika souhlasila se spoluprací při plnění rezoluce 435. Přesto v prosinci 1978, navzdory návrhu OSN, jednostranně uspořádala volby, které SWAPO a několik dalších politických stran bojkotovalo. Jihoafrická republika pokračovala ve správě Namibie prostřednictvím dosazených mnohonárodnostních koalic a jmenovaného generálního správce. Vyjednávání po roce 1978 se zaměřila na otázku dohledu nad plánovanými volbami.

### Vyjednávání a přechod k nezávislosti

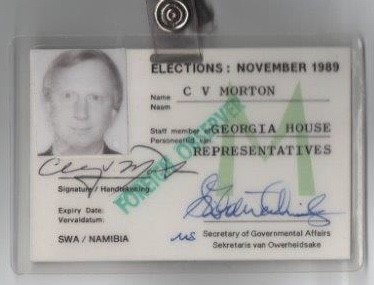
Průkaz mezinárodního pozorovatele během namibijských voleb v roce 1987

V tomto období byli jmenováni čtyři Komisaři OSN pro Namibii. Jihoafrická republika však každého z nich odmítla uznat. Vyjednávání přesto pokračovala s komisařem číslo dvě Marttim Ahtisaarim, který sehrál klíčovou roli při schvalování ústavních zásad schválených frontovými státy, SWAPO a Západní kontaktní skupinou v roce 1982. Tato dohoda vytvořila rámec pro vytvoření namibijské demokratické ústavy. Role americké vlády jakožto prostředníka byla po celou dobu jednání kritizovaná a její působení bylo sporné. Jedním z příkladů byla snaha z roku 1984 o stažení Jihoafrických obranných sil z jižní Angoly. Tzv. konstruktivní angažovanost amerických diplomatických zájmů byla negativně vnímána těmi, kteří podporovali mezinárodně uznávanou nezávislost, zatímco ostatní nesouhlasili s americkou politikou zaměřenou spíše na sovětsko-kubánský vliv v Angole a její propojení s otázkou namibijské nezávislosti. Navíc se zdálo, že kroky USA povzbuzovaly jihoafrickou vládu k oddalování nezávislosti tím, že přijímala iniciativy, které měly udržet sovětsko-kubánské síly v Angole jakožto vojenskou sílu mající nadvládu nad rozsáhlými oblastmi jižní Angoly a současně poskytující náhradní síly pro angolské opoziční hnutí UNITA. V letech 1985 až 1989 se přechodná vláda národní jednoty podporovaná Jihoafrickou republikou a různými etnickými politickými stranami, neúspěšně pokusila o uznání od OSN. V roce 1987 to vypadalo, že se vyhlídky na namibijskou nezávislost zlepšovaly. V té době byl jmenován čtvrtý komisař pro Namibii Bernt Carlsson. Jeho úkolem měla být správa Namibie poté, co se její kontroly vzdá Jihoafrická republika. Měl také formulovat namibijskou ústavu a zorganizovat svobodné a spravedlivé volby.
V květnu 1988 přivedl americký mediační tým vedený Chesterem A. Crockerem, americkým náměstkem ministra zahraničních věcí pro africké záležitosti, vyjednavače z Angoly, Kuby a Jihoafrické republiky a pozorovatele ze Sovětského Svazu k jednání, ke kterým došlo v Londýně. Po dalších sedm měsíců probíhala diplomatická jednání s cílem nastolit v regionu mír a umožnit provedení rezoluce Rady bezpečnosti 435. Na summitu Ronalda Reagana a Michaila Gorbačova v Moskvě, který se konal ve dne 29. května až 1. června 1988, bylo rozhodnuto, že budou staženy kubánské jednotky z Angoly a bude ukončena i sovětská vojenská pomoc v okamžiku, kdy se Jihoafrická republika stáhne z Namibie. Kuba, Jihoafrická republika i Angola souhlasily s úplným stažením zahraničním vojsk z Angoly. V sídle OSN v New Yorku byla dne 22. prosince 1988 podepsána trojstranná dohoda, jejíž součástí byla dohoda mezi Kubou a Angolou a dohoda mezi Kubou, Angolou a Jihoafrickou republikou, kdy Jihoafrická republika souhlasila s předáním kontroly nad Namibií do rukou OSN. Komisař pro Namibii Bernt Carlsson se podpisu této smlouvy již zúčastnit nemohl, neboť byl zabit při zničení letu Pan Am 103, který explodoval nad skotským Lockerbie dne 21. prosince 1988 na cestě z Londýna do New Yorku. Delegace jihoafrického ministra zahraničí Pika Bothy odcestovala do Ameriky dřívějším letem Pan Am 101.
V následujícím měsíci po podpisu smlouvy utrpěl jihoafrický prezident Pieter Willem Botha menší mrtvici, která zabránila jeho účasti na setkání s namibijskými vůdci, které se konalo 20. ledna 1989. Jeho místo zaujal Christiaan Heunis. Když 1. dubna 1989 začalo oficiální plnění rezoluce 435 a jihoafrický generální správce Louis Pienaar zahájil přípravy na přechod namibijského území k nezávislosti, byl jihoafrický prezident Botha již zdráv. V dubnu 1989 přijel do Windhoeku bývalý komisař pro Namibii Martti Ahtisaari, aby zde vedl Skupinu pro přechodovou pomoc OSN.
Přechodové období se přes nejistý začátek postupně rozbělo. Přes písemné ujištění předsedy SWAPO Sama Nujomy generálnímu tajemníku OSN o dodržování příměří a umožnění repatriace pouze neozbrojených Namibijců, údajně překročilo namibijské hranice přibližně 2000 ozbrojených členů Namibijské lidové osvobozenecké armády ve zjevném pokusu o nastolení vojenské přítomnosti v severní Namibii. Margaret Thatcherová, jež v té době byla na státní návštěvě v Jihoafrické republice, Ahtisaarimu poradila, aby poslal menší kontingent jihoafrických jednotek na pomoc Policii jihozápadní Afriky při obnovení pořádku. Následovalo období intenzivních bojů, během nichž bylo zabito asi 375 bojovníků Namibijské lidové osvobozenecké armády. Na spěšně svolaném zasedání Joint Monitoring Commission bylo rozhodnuto o návratu jihoafrických sil na základnu a příslušníků Namibijské lidové osvobozenecké armády do Angoly. Zatímco byl tento problém vyřešen, drobné potyčky na severu Namibie pokračovaly po celé přechodné období.
Během jedenáctiměsíčního přechodného období byla politickým vězňům udělena amnestie, byla zrušena diskriminační legislativa, byly ze země staženy veškeré jihoafrické síly a zhruba 42000 uprchlíků se vrátilo do Namibie pod záštitou Úřadu vysokého komisaře OSN pro uprchlíky. Voleb do Ústavodárného shromáždění se zúčastnilo téměř 98 % oprávněných voličů. Tyto volby se konaly v listopadu 1989 pod dohledem zahraničních pozorovatelů a zvláštního zástupce OSN, který je certifikoval jako svobodné a spravedlivé. 57 % hlasů ve volbách získala SWAPO. První zasedání proběhlo 21. listopadu 1989 a jednomyslně rozhodlo o přijetí nové namibijské ústavy.

### Nezávislost
K datu 9. února 1990 přijalo Ústavodárné shromáždění novou ústavu. Dne vyhlášení nezávislosti 21. března 1990 se účastnilo mnoho mezinárodních osobností, včetně generálního tajemníka OSN Javiera Péreze de Cuéllara a prezidenta jihoafrické republiky Frederika Willema de Klerka, kteří Namibii oficiálně udělili nezávislost. Prvním prezidentem nezávislé Namibie se stal Sam Nujoma, jehož složení přísahy sledovali zástupci ze 147 zemí, včetně 20 zahraničních hlav států.
Dne 1. března 1994 byla pobřežní enkláva Walvis Bay a dvanáct pobřežních ostrovů převedena do správy Namibie. Stalo se tak po třech letech bilaterálních jednáních mezi namibijskou a jihoafrickou vládou. Mírové vyřešení tohoto územního sporu bylo oceněno OSN, neboť tak došlo k naplnění rezoluce Rady bezpečnosti OSN 432 (z roku 1978), která prohlásila Walvis Bay za nedílnou součást Namibie.

## Nezávislá Namibie

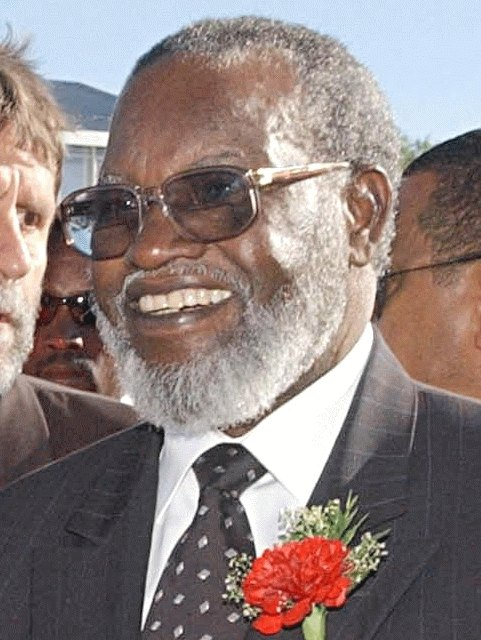
První prezident Namibie Sam Nujoma

Po zisku nezávislosti země postupně přešla od politiky apartheidu privilegující bílou menšinu k demokracii. Byla zavedena pluralitní demokracie s pravidelně konanými celostátními i místními volbami. I když v Národním shromáždění aktivně působí několik stran, od zisku nezávislosti ve všech volbách zvítězila strana SWAPO. Namibijská vláda prosazujíc politiku národního usmíření vyhlásila amnestii pro bojovníky ve válce o nezávislost, bez ohledu na které straně bojovali. Na Namibijce žijící na severu země měla také určitý dopad občanská válka v Angole. V roce 1998 byly jednotky Ozbrojených sil Namibie v rámci kontingentu Jihoafrického rozvojového společenství vyslány do Konžské demokratické republiky.

### Znovuzvolení Sama Nujomy
V prezidentských volbách v roce 1994 získal Sam Nujoma 76,34 % hlasů a obhájil tak svou prezidentskou funkci. V těchto volbách byl jeho jediným protikandidátem Mishake Muyongo z Populárního demokratického hnutí. V roce 1998, kdy zbýval jediný rok do prezidentských voleb, ve kterých podle stávajících pravidel již Sam Nujoma po dvou funkčních obdobích nemohl kandidovat, změnila SWAPO ústavu a umožnila tak vykonávat funkci prezidenta po tři po sobě jdoucí volební období. Tato změna byla možná, protože SWAPO měla dvoutřetinovou většinu jak v Národním shromáždění tak v Národní radě a měla tak dostatek hlasů potřebných pro změnu ústavy.
Během třetí kandidatury v prezidentských volbách v roce 1999 získal Sam Nujoma 62,1 % hlasů a volby tak opět vyhrál. Druhý v těchto volbách skončil Ben Ulenga z Demokratického kongresu, který získal 10,49 % hlasů. Ben Ulenga býval členem SWAPO a náměstkem ministerstva životního prostředí a cestovního ruchu. Později SWAPO opustil a stal se zakládajícím členem Demokratickéh kongresu. Nesouhlasil se změnou ústavy ani se zapojením namibijských jednotek v Kongu. Prezidentské volby v roce 2005 vyhrál Hifikepunye Pohamba, který tak ve funkci prezidenta vystřídal Sama Nujomu.

### Politika po roce 2005
V březnu 2005 opustil po patnácti letech post prezidenta republiky Sam Nujoma. Vystřídán byl Hifikepunyem Pohambou. V prosinci 2014 vyhrál prezidentské volby předseda vlády Hage Geingob, který kandidoval za vládnoucí stranu SWAPO. Ve volbách získal 87 % hlasů. V prezidentských volbách v prosinci 2019 svůj post Geingob se ziskem 56,3 % hlasů obhájil.